# Рондо (музика)
Ро́ндо (італ. rondo від фр. rondeau — «коло», «рух колом») — музична форма, в якій неодноразове (не менше 3-х) проведення головної теми (рефрену) чергуються з відмінними один від одного епізодами. Є найпоширенішою музичною формою з рефреном.
В узагальненому вигляді схема форми має такий вигляд:

## Рондо в XIII–XIV століттях
Рондо виникло як різновид труверської кансони. Склалося в XIII столітті у творчості Адама де ла Аля (помер 1287 року). Найтиповіше 8-рядкове рондо з дворядковим рефреном, із наступною схемою кореляції музики та тексту (r1 — перший рядок рефрену, r2 — другий рядок рефрену):
| рядок | рима   | музика |
| ----- | ------ | ------ |
| 1.    | a (r1) | A      |
| 2.    | b (r2) | B      |
| 3.    | a      | A      |
| 4.    | a (r1) | A      |
| 5.    | a      | A      |
| 6.    | b      | B      |
| 7.    | a (r1) | A      |
| 8.    | b (r2) | B      |

Таку форму має і більшість рондо Гійома де Машо, найяскравішого представника цього жанру в XIV столітті. У Жанно де Лекюреля, Адама де ла Аля, Машо та багатьох анонімних композиторів XIV століття трапляються також 11-, 13-, 16- і 24-рядкові рондо.

## Старовинне (куплетне) рондо

Початок п'єси Франсуа Куперена «Le Tic-Toc-Choc, ou Les Maillotins», написаної у формі куплетно рондо (автограф)

Назва походить від французького слова Couplet, яким в нотах композитори XVIII століття позначали розділи, названі нами епізодами. Рефрен називався «рондо».
Куплетне рондо було однією з улюблених форм французьких клавесиністів — Шамбоньєра, Ф. Куперена, Рамо та інших. У більшості це програмні п'єси, зазвичай — мініатюри різного характеру. У цій формі ці композитори писали й танці. У німецькому бароко рондо зустрічається рідко. Іноді застосовується у фіналах концертів (напр. Й. С. Бах. Концерт для скрипки з оркестром E-dur, 3-а частина). У сюїтах це часто наслідування французькому стилю (в тій чи іншій мірі) чи танцям французького походження (напр. Й. С. Бах. Пасп'є з Англійської сюїти e-moll).
Як правило, рондо складається з п'яти або семи частин. Мінімальна кількість частин — три (Ф. Куперен. «Le Dodo, ou L'Amour au berceau»), а максимальне відоме для цієї форми — 17 (Пасакалія Ф. Куперена).
Рефрен викладає головну тему, що має яскраво виражену домінуючу роль. Зазвичай вона написана компактно, в гомофонній фактурі і має пісенний характер. Здебільшого вона має квадратну будову (у тому числі у І. С. Баха) і має форму періоду.
Наступні проведення рефрену, як правило, майже незмінні і пишуться завжди в головній тональності. Єдине нормативне зміна — відмова від повторення (якщо воно було в першому проведенні рефрену). Варіювання рефрену вкрай рідко.
Куплети майже ніколи не мають нового матеріалу, вони розвивають тему рефрену, відтіняючи її стійкість. У більшості випадків має місце одна з двох тенденцій: малі відмінності куплетів один від одного або цілеспрямований розвиток куплетів, накопичення руху у фактурі.

## Старовинна концертна форма
Одним із різновидів форм рондо є старовинна концертна форма. Її відмінність полягає у значних змінах першої теми (тут — ритурнелі) при її повторних викладеннях: всі вони (крім заключного) транспоновані, часто проводяться в скороченому вигляді. При цьому досягається не характерна для рондо динаміка розвитку, що іноді навіть перевершує динаміку сонатної форми у класиків.

## Рондо в творчості К. Ф.Е.Баха

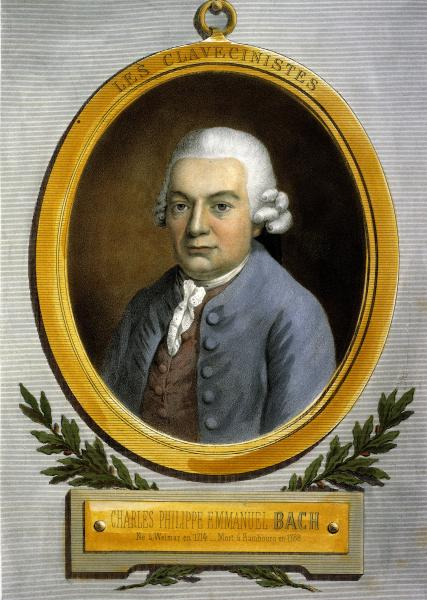
Карл Філіпп Емануель Бах

Стиль Карла Філіппа Емануеля Баха значно відрізнявся від стилю французьких клавесиністів. Звертаючись до форми рондо, К. Ф. Е. Бах використовував її набагато вільніше, ніж його попередники і багато композиторів наступних епох. Рефрен активно розвивається (чого немає у французьких клавесиністів і віденських класиків), транспонується (причому не обов'язково в споріднену тональність), мають місце скорочення, розробка або розширення рефрену (часто за рахунок включення фантазійних елементів — каденцій тощо). На фантазійному матеріалі часто будуються епізоди. Зростає контраст між частинами та їх кількість. Загальний тональний план позбавлений врівноваженості, як і масштаби розділів. Зростає й індивідуальність конструкції кожного твору. Іноді в його рондо присутній риси сонатної форми, що виражається у поверненні одного з епізодів у кінці форми в основній тональності. Цим він готує рондо-сонату віденського класицизму.
Наприклад, Рондо К. Ф. Е. Баха B-dur для клавіру має наступну схему. Перший рядок — тип розділу (Р — рефрен, ЕП — епізод), друга — кількість тактів, третя — локальна форма розділу, четверта — тональність розділу, п'ята — аналогія розділів твору з розділами сонатної форми (ГП — головна партія, ПП — побічна партія):
| Р       | ЕП1 | Р      | ЕП²  | Р      | ЕП³   | Р   | ЕП4 | Р | ЕП5 (ЕП²) | Р   | ЕП6  | Р | Р1   | ЕП7 (ЕП3, 4) | Р     |
| 8+4+8   | 12  | 8      | 11   | 8      | 8+8   | 4+8 | 11  | 8 | 8         | 4+4 | 8+25 | 8 | 23   | 8+16+14+19   | 15    |
| 3 ч. ф. |     | період |      | період |       |     |     |   |           |     |      |   |      |              |       |
| B       | c-B | F      | B-Es | Es     | c     | c   | c-E | E | a         | d   | d-B  | B | B    | b            | B     |
| (ГП)    |     | (ПП)   |      |        | (ПП²) |     |     |   |           |     |      |   | (ГП) |              | (ПП²) |

## Рондо класичної епохи
Рондо в музиці віденських класиків займає велике місце. Після К. Ф. Е. Баха ця форма знову знайшла врівноваженість і стрункість. Частини класичного рондо суворо регламентовані, свобода мінімальна. Таке розуміння форми відповідає загальній для класиків концепції гармонійного і розумно влаштованого світу.
Область застосування рондо в цей період — фінали або повільні частини циклів (тобто частини, де важлива стійкість, завершеність і відсутня конфліктність). Рідше зустрічаються окремі п'єси у формі рондо (Моцарт. Рондо a-moll; Бетховен. Рондо «Лють з приводу загубленого гроша»).
За кількістю тем виділяють мале рондо (1 або 2 теми) і велика рондо (3 теми і більше):

### Мале рондо

#### Однотемне рондо
Структура цього типу форми має виклад теми та її повторення, пов'язані модулюючим ходом). Схема цієї форми виглядає так:
| А | — | хід | — | А |
| Т |   | →   |   | Т |

Основна якість цієї форми, що дозволяє віднести її до форм рондо — наявність ходу. Така форма в чистому вигляді зустрічається рідко, часто має місце зародження нового тематичного матеріалу (і образності) усередині ходу, що наближає ціле до двотемного рондо.
Тема зазвичай написана в простій двочастинній формі, чим обумовлюється самостійне значення ходу (а не його серединна роль), рідше проста тричастинна або період (у цьому випадку хід має розміри, що набагато перевершують тему).
Самостійні п'єси в цій формі зустрічаються рідко.
Приклади:
- Л. Бетховен. Багатель, ор. 119 № 6 (тема — проста двочастинна безрепризна форма).
- Р. Шуман. Новелета № 2 D-dur (тема — період, хід займає 74 такти).

#### Двотемне рондо
Також називається «формою Adagio» або «формою Andante» — оскільки в цій формі написано більшість повільних частин сонатно-симфонічних циклів композиторів-класиків (традиційно Andante або Adagio) (друга форма рондо за А. Марксом).
Схема цієї форми має такий вигляд:
| А | — | хід | — | B    | — | хід | — | A |
| Т |   | →   |   | не-Т |   | →   |   | Т |

Така структура називається непарним рондо(за кількістю проведень тем, не рахуючи ходів). Іноді твір може закінчуватися другою темою (B), така структура називається парним рондо:
| А | — | хід | — | B    | — | хід | — | A | — | хід | — | B1 |
| Т |   | →   |   | не-Т |   | →   |   | Т |   | →   |   | Т  |

Форма може бути продовжена ще і завершуватися на проведенні головної теми:
| А | — \|align="center"\| хід | — \|align="center"\| B | — \|align="center"\| хід | — \|align="center"\| A | — \|align="center"\| хід | — \|align="center"\| B1 | — \|align="center"\| хід | — \|align="center"\| A |  |   |  |   |  |   |  |   |
| Т |                          | →                      |                          | не-Т                   |                          | →                       |                          | Т                      |  | → |  | Т |  | → |  | Т |

Двотемне рондо застосовується переважно в повільній музиці ліричного характеру (повільні частини циклів, ноктюрни, романси тощо) і у жвавій моторній, часто жанрово-танцювальній (фінали циклів, етюди, окремі п'єси і т. д.).
Головна (перша) тема зазвичай написана в простій формі, найчастіше в простій двочастинній. Вона стійко викладається в головній тональності і має ясну каденцію.
Друга тема в тій чи іншій мірі контрастує з першою і має самостійне значення. За тематизму вона може бути похідною від головної. У більшості випадків вона стійка, але може бути і нестійкою. Часто друга тема написана в простій двочастинній, рідше — у формі періоду.
Іноді може пропускатися один з ходів (частіше — відвідний). Ходи можуть мати свій тематичний матеріал або ж розвивати матеріал теми.
Приклади:
- Л. ван Бетховен. Концерт № 1 для фортепіано з оркестром, II частина.
- Л. ван Бетховен. Соната для фортепіано № 3 до мажор, ор. 3 № 3, II частина.
- В. А. Моцарт. Концерт для фортепіано з оркестром A-dur (KV 488), II частина.

### Велике рондо
До великих рондо належать форми, які мають від трьох тем і більше.
Велике рондо прийнято ділити: за кількістю тем — на тритемне, чотиритемне тощо; за правильністю повернення рефрену — на регулярне і нерегулярне; за повторюваними розділами — можливі форми, де крім рефрену повертається один з епізодів.
Велике рондо складається з тих же частин, що і мале рондо — з тем і ходів. Аналогічні ж і характеристики цих розділів — теми стійкіші, ходи — менш.
Вступ у великому рондо, коли воно є частиною циклу, зустрічається рідко, якщо воно і є, то невелике і несамостійне. Навпаки, в окремих творах вступ може розростатися до великої інтродукції (Сен-Санс. Інтродукція та рондо-капричіозо).
Кода у великому рондо є майже завжди. Часто вона містить у собі останнє проведення головної теми.

#### Велике регулярне рондо
У цьому типі рондо (третя форма рондо за А. Марксом) рефрен послідовно повертається після епізодів. Схема форми має такий вигляд:
| А | → | B | → | A | → | C | → | A | … | A |

Загальне число тим може різнитися, але в більшості випадків їх три, відповідно, всього п'ять розділів.
Головна тема має ті ж характеристики, що і в малому рондо. Вона може варіюватися при своїх повторних проведеннях. У рондо класичної епохи рефрен завжди проводиться в головній тональності, в пізніший час рефрен може транспонуватися (Ф. Шуберт. Соната a-moll, op. 164, 2-а частина) .
Епізоди зазвичай мають мотивну самостійність. Часто використовується принцип наростання контрасту — кожен наступний епізод контрастніший рефрену, ніж попередній.

#### Велике регулярне рондо з повторенням побічних тем
У цьому типі рондо (Четверта форма рондо за А. Марксом) одна або декілька побічних тем (епізодів) повторюються — зазвичай з транспозицією, дуже рідко в тій же тональності. Застосовується вона майже виключно у фіналах сонатно-симфонічних циклів.
Схема найпоширенішого різновиду така:
| А | → | B | → | A | → | C | → | A | → | B | → | A |
| Т |   | D |   | T |   | S |   | T |   | T |   | Т |

Позначення тональностей умовні (для епізодів), хоча тональний план, показаний на схемі, поширеніший.
Іноді може бути пропущене одне з проваджень рефрену при повторенні (Гайдн. Симфонія № 101 D-dur, 4-а частина).
Структура цього типу рондо відрізняється масштабнішими пропорціями. Початкова ділянка форми (ABA) сприймається як цілий експозиційний розділ. У більшості випадків перед центральним епізодом (С) відсутній хід, завдяки чому він яскравіше відокремлюється від експозиції та репризи. Контраст між рефреном і центральним епізодом більший, ніж між рефреном і першим епізодом — часто змінюється характер (наприклад, з рухомого танцювального на наспівний і ліричний).

#### Велике нерегулярне рондо
У цьому типі рондо чергування частин вільне, поруч можуть перебувати два або більше епізоду. Типової планування ця форма не має. Приклад: Шуберт. Рондо для фортепіано в 4 руки e-moll, ор. 84 № 2. Його схема така:
| А | B | → | C | → | A | → | B | C | → | B | A |

#### Сонатна форма з епізодом замість розробки
Цей тип форми може трактуватися подвійно — і як різновид рондо, і як змішана форма.
Від рондо-сонати вона відрізняється відсутністю розробки і тим, що в кінці експозиції не повертається головна тональність (у рондо-сонаті друге проведення головної партії звучить в головній тональності)
Ця форма має деякі риси сонатної форми — типову сонатну експозицію і репризу. Однак вона позбавлена головного для сонатної форми розділу — розробки, яку замінює епізод з новим тематичним матеріалом. Тому ця форма виявляється ближчою до рондо.
Схема форми має такий вигляд:
| А (ГП) | B (ПП) | C (Епізод) | A (ГП) | B (ПП) |
| T      | не-Т   |            | Т      | Т      |

Основна сфера використання цієї форми — фінали сонатно-симфонічних циклів (наприклад, фінал Сонати для фортепіано № 1 Бетховена).